# Джунбиш, Дауд
Дауд Джунбиш — афганский журналист BBC. Он является одним из немногих журналистов в мире, который лично встретился с бывшим главой движения Талибан Мухаммедом Омаром и неоднократно брал у него интервью. Он является автором ряда книг о политике Афганистана.

## Биография
Джунбиш окончил факультет журналистики МГУ.
В 1994 году Джунбиш стал репортёром московского бюро BBC. Впоследствии он стал старшим редактором BBC Radio по теме Афганистана. В настоящее время он работает продюсером афганской службы BBC.
Один из самых знаковых моментов в журналистской карьере Джунбиша состоялся в 1996 году, когда он встретился с главой Талибана Мухаммедом Омаром. В течение следующих нескольких лет Джунбиш несколько раз брал интервью у Омара для BBC. В августе 2015 года программа BBC «Пятый этаж» взяла подробное интервью у Джунбиша, где также был показан ряд интервью, которые тот взял у Омара.
За свою карьеру в BBC Джунбиш написал несколько книг по теме Афганистана, в том числе «Что действительно происходит в Афганистане?», «24 часа, которые перевернули Афганистан» и «Красная армия в Афганистане». Он также написал два учебника для факультета журналистики Кабульского университета.
Джунбиш является ведущим программы BBC «Открытая джирга», шоу в формате дискуссии известных личностей в сочетании с вопросами аудитории. Шоу финансируется Министерством международного развития Великобритании и совместно выпускается афганской службой BBC, BBC Media Action и Radio Television Afghanistan. Джунбиш, запустив еженедельное шоу в 2012 году, приглашал на съёмки таких видных деятелей, как Сулейман Лаек и Мухаммад Мохакик.
Проблемы, поднятые Джунбишем в различных эпизодах, получили высокую оценку у различных международных СМИ. BBC назвала третий сезон шоу Джунбиша «новаторской биржей». Июньский выпуск стал настолько успешным, что Хамид Карзай, тогдашний президент Афганистана, запросил приглашение на шоу (впоследствии Карзай получил его и поучаствовал в программе). Шоу Джунбиша оказывает влияние на действия правительства и гражданского общества относительно различных национальных и региональных проблем. Le Monde сообщила, что шоу постоянно смотрят 2—3 миллиона человек, что является высоким показателем для страны с населением около 30 миллионов человек.